# Rinconada del Tioca
Rinconada del Tioca är en ort i Mexiko.   Den ligger i kommunen Milpa Alta och delstaten Distrito Federal, i den sydöstra delen av landet, 25 km söder om huvudstaden Mexico City. Rinconada del Tioca ligger 2 615 meter över havet och antalet invånare är 110.
Terrängen runt Rinconada del Tioca är huvudsakligen kuperad, men norrut är den platt. Terrängen runt Rinconada del Tioca sluttar norrut. Runt Rinconada del Tioca är det mycket tätbefolkat, med 2 431 invånare per kvadratkilometer. Närmaste större samhälle är Iztapalapa, 16,6 km norr om Rinconada del Tioca. I omgivningarna runt Rinconada del Tioca växer huvudsakligen savannskog.